# Bor Pavlovčič
Bor Pavlovčič, né le 27 juin 1998, est un sauteur à ski slovène.

## Carrière
En janvier 2016, il prend part à sa première manche de Coupe du monde à Sapporo, où il est 26e et 16e. Il est ensuite double médaillé d'or aux Jeux olympiques de la jeunesse d'hiver de Lillehammer en individuel et par équipes.

## Palmarès

### Championnats du monde
| Épreuve / Édition | Oberstdorf 2021 |
| Petit tremplin    | 8e              |
| Grand tremplin    | DSQ             |
| Par équipes       | -               |
| Par équipes mixte | 4e              |

### Championnats du monde de vol à ski
| Épreuve / Édition | Planica 2020 |
| Individuel        | 20e          |
| Par équipes       | 4e           |

### Coupe du monde
- Meilleur classement général : 13e en 2021.
- 3 podiums en individuel : 1 deuxième place et 2 troisièmes places.

#### Différents classements en Coupe du monde
| Année     | Classement général final |
| 2015-2016 | 57e                      |
| 2016-2017 | 67e                      |
| 2017-2018 | 54e                      |
| 2018-2019 | 64e                      |
| 2020-2021 | 13e                      |
| 2021-2022 | 65e                      |

### Coupe continentale
- 1 victoire.

### Championnats du monde junior
- Médaille d'or par équipes mixtes en 2016.
- Médaille d'or par équipes en 2017.

### Jeux olympiques de la jeunesse
- Lillehammer 2016 :
  - Médaille d'or en individuel.
  - Médaille d'or par équipes.

### Festival olympique de la jeunesse européenne
- Médaille d'or au concours par équipes en 2015.